# 花長上神社
花長上神社（はなながかみじんじゃ）は、岐阜県揖斐郡揖斐川町（旧谷汲村）にある神社である。
式内社の美濃國大野郡花長神社とされており、旧社格は郷社。

## 概略
- 創祀時期は不明。江戸時代は七社明神と称していた。
- 同じ旧谷汲村内にある花長下神社とは密接な関係がある。花長下神社の祭神の赤衾伊農意保須美比古佐和氣能命（あかふすまいぬおおすみひこさわきのみこと）と花長上神社の祭神の天甕津日女命（あめのみかつひめのみこと）は、『出雲国風土記』に記述がある出雲神話の神であり、花長下神社が男神、花長上神社が女神という（夫婦神の説もある）。また、9月7日の祭礼は、花長下神社と花長上神社が交互に行なっている。花長下神社と花長上神社との距離は約3km。

### 阿豆良神社との関係
愛知県一宮市にある阿豆良神社（尾張国丹羽郡式内社の阿豆良神社）とは密接な関係がある。祭神は同じ天甕津日女命（天甕津媛命）であり、阿豆良神社には以下の社伝がある。
- 垂仁天皇の皇子品津別皇子は、7歳になっても言葉が話せなかったという。皇后の夢の中に天甕津媛命が現れ、「今まで私を誰も祀ってくれない。祠を立て神に祭るなら、皇子は言葉を話せるようになり、天寿を全うするだろう。」ということを伝えたという。垂仁天皇は部下の建岡君に、天甕津媛命を探し出すように命じた。
- 建岡君は美濃国花鹿山（花長上神社は花鹿山の麓にある）に登り、榊の枝で縵（あずら）を作って神に祈り、「此の縵の落ちた所が神を祭る所であろう。」と言うと、縵を遠く投げたという。この縵が落ちた地に創建されたのが阿豆良神社という。

## 祭神
花鹿山自体が御神体という説もある。
- 天甕津日女命

天甕津媛命、阿麻彌加都比女とも表記される出雲神話の神。『出雲国風土記』の出雲郡伊努郷に記述があるが、詳細は不明。島根県出雲市の伊努神社に祀られている。
- 応神天皇
- 天照大御神
- 大山祇神
- 熊野権現
  - 速玉男命
  - 熊野久須美命
  - 家津御子神
- 天水分神　など

## 所在地
- 岐阜県揖斐郡揖斐川町谷汲名礼1211

## 交通機関
- 樽見鉄道谷汲口駅より約5km。
  - 華厳寺の南西約1km

## その他
- 花長上神社の読み方として、「はなかかみじんじゃ」「はなかみじんじゃ」という説もある。『式内社調査報告』（式内社研究会 編、皇學館大學出版部）での記述は、「はなながかみじんじゃ」である。花長は元々「はなか」と読んでいたのが、何時しか「はななが」に変化したという説もある。
- 七社明神と称していたのは、かつて7柱の木像（猿田彦命、天鈿女神、道祖神、山神など）が祀られていたからという。